# Formering
Formering er indenfor biologien skabelsen af nye individer blandt levende organismer. Dette kaldes også reproduktion eller forplantning. Formering er et fundamentalt træk ved alle former for kendt liv, hvor hver enkelt organisme lever som resultat af en formering, og hvor livet derved føres videre til en ny generation. For en population af levende organismer siges der at være sket en formering, når antallet af individer øges. Mere generelt siges noget at formere sig, når det stiger stærkt i antal.
Måden at formere sig på kan groft deles i to typer: kønnet og ukønnet. Dyr, planter og svampe har begge disse typer repræsenteret. De fleste dyrearter benytter sig dog af kønnet formering, hvor en sædcelle fra hannen befrugter en hunlig ægcelle, hvilket ofte sker under en parring. Her blandes arveanlæggene fra han og hun, og hvert nyt individ bliver bærer af et enestående sæt af gener. Mennesket har også kønnet formering, der normalt indebærer samleje mellem en mand og en kvinde. Hos planter sker den kønnede formering ved at pollen vokser sammen med en ægcelle, men også ukønnet formering er almindelig for mange plantearter, fx hos løg-familien. Når planter vælger at bruge deres energi på at sætte blomster og senere typisk frø, er de gået i stok, løbet i stok eller i stokløbning. Blandt bakterier findes kun ukønnet formering, hvor individerne er kloner af hinanden.
Når især fugle og fisk formerer sig, siges de at yngle, hvilket også kan omfatte yngelplejen, det vil sige pasningen af afkommet (ungerne). Hos bl.a. pattedyr, fisk og fugle, der kun formerer sig på visse tidspunkter af året, taler man om en yngletid. Afkommet hos mange dyr, især af fisk, kaldes tilsvarende yngel. Visse arter yngler i bestemte geografiske områder, yngleområder, mens de udenfor yngletiden kan befinde sig andre steder.

## Ukønnet formering
Ukønnet formering er en proces, hvor en organisme skaber en kopi af sig selv uden bidrag af genetisk materiale fra et andet individ, det vil sige uden befrugtning.
Eksempelvis formerer bakterier sig ukønnet ved såkaldt binær fission, vira overtager værtsceller for at producere mere virus, og gærsvampe er i stand til såkaldt knopskydning. Disse organismer er altså i stand til at dele sig selv op i to eller flere individer. Dog har nogle af de arter, der kan formere sig ukønnet også mulighed for kønnet formering. De fleste planter er således både i stand til vegetativ formering – formering uden frø eller sporer – og kønnet formering. Bakterier kan i nogle tilfælde udveksle genetisk information ved såkaldt konjugation selvom de er ukønnede. Andre typer af ukønnet formering er partenogenese (jomfrufødsel), fragmentering og den sporedannelse der kun involverer mitose (mitosporer).
Eksempler på dyr med ukønnet formering:
- Ferskenbladlus (Myzus persicae), partenogenese
- Bier, hvor klonede æg udvikler droner, når en dronning mangler.

Eksempler på planter med ukønnet formering:
- Selje-Røn, apomiktiske bær
- Skør-Pil, træagtige stiklinger
- Skov-Jordbær, aflæggere

## Kønnet formering
Kønnet formering er en proces, hvor organismen skaber afkom med en arvemasse, der består af en blanding af generne fra to forskellige individer. Hver af de to forældreindivider bidrager med halvdelen af afkommets arvemasse ved hjælp af haploide gameter (kønsceller).
Hos de fleste organismer er disse kønsceller forskellige i størrelse og kaldes derfor anisogame (af græsk: anisos = ulige). Hos anisogame arter kaldes det køn, der producerer de store kønsceller (ægceller eller makrosporer) hunlig, mens kønnet med små kønsceller (sædceller eller mikrosporer) kaldes hanlig. Hos isogame arter er kønscellerne derimod ens eller af samme form, men kan have forskellige egenskaber og derfor også forskellige navne. Ciliater (encellede organismer) kan formere sig ved såkaldt konjugation, hvor haploide cellekerner udveksles, imens to individer er forenet.

## Forplantningsstrategier
Der findes flere forskellige forplantningsstrategier som dyr kan benytte sig af, en "langsom" og en "hurtig". Nogle arter, såsom mennesket og fuglen sule, bliver først kønsmodne mange år efter fødslen og får da kun få unger. Andre formerer sig ved hurtig kønsmodning og stort afkom, hvor det dog kun er et fåtal, der lever længe nok til at blive kønsmodne og selv kunne formere sig. For eksempel kan en kanin (kønsmoden efter otte måneder) få 10-30 unger om året, og en bananflue (voksen efter 10-14 dage) få et afkom af op til 900 nye fluer om året. Disse to hovedstrategier er kendt som K-selektion (med langsom vækst) og r-selektion (med hurtig vækst). Hvilken strategi, der for den enkelte art begunstiges af evolutionen afhænger af mange forhold. K-arter med kun få unger har mulighed for at anvende flere resurser til pasningen og beskyttelsen af det enkelte individ og derved mindske behovet for mange unger. På den anden side vil der for en r-art ud af en stor mængde afkom typisk være nok der overlever til at holde populationen konstant.

### Både kønnet og ukønnet formering
Mange organismer kan formere sig både kønnet og ukønnet. Eksempler er mange plante-arter, bladlus, svampedyr, søanemoner samt nogle arter af søstjerner. Disse organismer benytter sig af ukønnet formering, når de lever under gunstige forhold, fx rigelig fødetilgang, rette temperaturer, sygdom (hos deres "offer"), optimal surhedsgrad (pH) eller lignende. Populationen kan med ukønnet formering drage fordel af disse gunstige forhold og formere sig eksponentielt.
Når forholdene er ugunstige, fx udtømte føderesurser, dårligt vejr eller den individuelle overlevelse trues på anden vis, så kan disse organismer skifte til kønnet formering. Dette sikrer en opblanding af artens genpulje. Variationen der findes hos afkommet ved kønnet formering øger overlevelseschancen for nogle individer og giver mulighed for at naturlig selektion finder sted. Meiose-stadiet, der er en del af organismens reproduktionscyklus, tillader også en særlig effektiv reparation af skader på DNA'et. Sædvanligvis medfører kønnet formering et udviklingsstadium (livsfase), der er i stand til at tåle de forhold, der ellers ville true afkommet af en ukønnet formering. Således kan livsfaser, som eksempelvis frø, sporer, æg, pupper, cyster eller andre "overvintringsfaser" i den kønnede formering, sikre overlevelsen af organismen i ugunstige tider indtil forholdene bliver passende.